# 박수경 (기계공학자)
박수경(1973년 ~ )은 대한민국의 기계공학자이다. 한국과학기술원 기계공학과 교수로 재직하다가 청와대 과학기술보좌관에 임명되었다.

## 학력
- ~ 1995년 : 카이스트 기계공학 학사
- ~ 1997년 : 카이스트 대학원 기계공학 석사
- ~ 2002년 : 미시간대학교 대학원 기계공학 박사

## 경력
- 2003년 12월 ~ 2004년 8월 : 한국기계연구원 선임연구원
- 2004년 9월 ~ 2007년 2월 : 카이스트 공과대학 기계항공시스템학부 조교수
- 2007년 3월 : 카이스트 공과대학 기계항공시스템학부 부교수
- 2017년 12월 : 국가과학기술자문회의 위원, 카이스트 공과대학 기계공학과 교수
- 2020년 5월 ~ : 대통령비서실 과학기술보좌관